# Pascual Garré
Pascual G. Garré (fl. XX secolo) è stato un calciatore argentino, di ruolo attaccante.

## Caratteristiche tecniche
Giocava come ala destra.